# (35832) 1999 JR56
1999 JR56 (asteroide 35832) é um asteroide da cintura principal. Possui uma excentricidade de 0.17556990 e uma inclinação de 3.45184º.
Este asteroide foi descoberto no dia 10 de maio de 1999 por LINEAR em Socorro.